# كلورأمينات

يعد مركب N-كلوروالبيبريدين أحد الأمثلة على مركبات الكلورامينات.

الكلورأمينات هي فئة من المركبات العضوية المشتقة من الأمينات، حيث تحل رابطة بين الكلور والنتروجين N-Cl مكان الرابطة مع الهيدروجين N-H.
من الأمثلة على مركبات الكلورامينات كل من N-كلوروالبيبريدين وN-كلوروالمورفولين.
تحضر هذه المركبات من أثر هيبوكلوريت ثالثي البوتيل على الأمينات الثانوية:
{\displaystyle {\ce {R2NH + t-BuOCl -> R2NCl + t-BuOH}}}
تعد مركبات الكلورامينات مسؤولة عن «رائحة الكلور» في المسابح، الناتجة من تفاعل محاليل الكلور في الماء مع اليوريا (وهو مركب موجودة في العرق أو البول) أو مع الكرياتينين أو الأحماض الأمينية؛ وكذلك مع البقايا والدقائق العضوية الموجودة في المياه.

## مركبات لاعضوية
يمكن أن تصنف المركبات الكلوريدية المشتقة من الأمونيا من ضمن الكلورامينات اللاعضوية، وهي تشمل:
- أحادي كلورامين NH2Cl
- ثنائي كلورامين NHCl2
- ثلاثي كلوريد النتروجين (ثلاثي كلورامين) NCl3